# Plicofollis tonggol
Plicofollis tonggol es una especie de pez de la familia Ariidae en el orden de los Siluriformes.

## Morfología
Los machos pueden llegar alcanzar los 40 cm de longitud total.

## Alimentación
Come principalmente invertebrados.

## Hábitat
Es un pez demersal y de clima tropical que vive entre 10-50 m de profundidad.

## Distribución geográfica
Se encuentran en Asia: desde el Pakistán hasta Malasia, las Filipinas e Indonesia.